# إجاص إجاصي الأوراق
إجاص إجاصي الأوراق (الاسم العلمي:Pyrus pyrifolia) هو نوع من النباتات يتبع جنس الإجاص من الفصيلة الوردية.